# Estudiantes libres de la Biblia
Los Estudiantes de la Biblia Libres es una asociación cristiana restauracionista, milenarista y unitaria, que surgió del movimiento de los Estudiantes de la Biblia.
Están presentes en más de 45 países.

## Historia

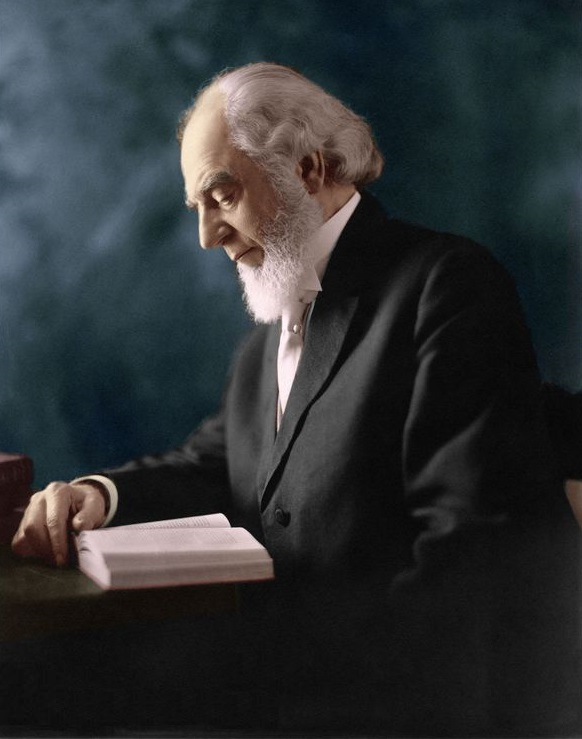
Charles Taze Russell

Las raíces modernas de los Estudiantes de la Biblia Libres comenzaron en los Estados Unidos a finales del siglo XIX y son asociados a una desvinculación del nombre de Charles Taze Russell. Sus miembros se llamaban "Estudiantes de la Biblia" y fueron conocidos como Asociación Internacional de Estudiantes de la Biblia, brevemente como IBSA.
Bajo la dirección de Charles Taze Russell, se formaron en muchos países congregaciones de los Estudiantes. Estas congregaciones fueron una conexión floja y sólo conectada por la revista "La Atalaya". La Sociedad Watchtower fue inicialmente sólo un editorial de las congregaciones de los Estudiantes de la Biblia y no dictó directrices a las congregaciones independientes, pero poco a poco las cosas cambiaron y la Sociedad Watchtower comenzó a actuar como una institución superior.
En 1907 se publicaron nuevas ideas sobre el nuevo pacto y el rescate de Jesucristo en "La Atalaya". Una avalancha de protestas fue el resultado. E. C. Hennings, el presidente de la sucursal de la Sociedad Watchtower de Australia, escribió una carta abierta a Russell para que cambiara sus pensamientos acerca de estos importantes puntos. 
Numerosas cartas de protesta siguieron de otros miembros también. Russell no aceptó las objeciones. Muchos miembros prominentes como J. H. Giesey, Vicepresidente de la Compañía, M. L. McPhail, un supervisor de Chicago, y Mae Russell Land, la hermana de Russel dejaron la Sociedad Watch Tower. Después de la muerte de Russell, la Sociedad se enfrentó a una serie de divisiones en los Estados Unidos.
En 1909 varias personas que dejaron la Sociedad vieron la necesidad de congregarse. Desde entonces se llamaban "Estudiantes de la Biblia Libres", a diferencia de los que siguieron aceptar las Enseñanzas de Russell. En Australia se fundó el grupo "New Covenant Fellowship" y, en los Estados Unidos, "New Covenant Believers". También aparecieron otras sociedades misioneras. En 1928 se unieron algunas congregaciones de los estudiantes serios de la Biblia y fundaron la Sociedad "Christian Millennial Fellowship", que hasta hoy publican la revista "La Nueva Creación".
En países de habla alemana la Sociedad se creó en los años '30 del siglo XX. También se escindieron de los testigos de Jehová debido a diferencias en el liderazgo y, sobre todo, por la enseñanza han llevado a la separación inicial. En Alemania aparecieron pequeños grupos que se reunieron en casas particulares. Primero se fundaron en Kirchlengern, cerca de Herford. Fue el señor Wilhelm Trippler quien los dirigió.

## Creencias y prácticas
Sus reuniones son abiertas y lo hacen en lugares que llaman «parroquias bíblicas libres».[cita requerida] Practican el bautismo por inmersión completa exclusivamente a adultos.[cita requerida] No tienen reglas estrictas para la reunión salvo la duración, que siempre es de una hora y 3 cuartos.[cita requerida]
Además de partir el pan en las reuniones, cosa que hace hincapié en la unidad entre Jesús y los creyentes, se celebra la conmemoración el 14 de Nisán. Descansan los sábados y practican la predicación en distintas formas.[cita requerida]

## Organización
Las congregaciones son autónomas. Las congregaciones locales están bajo una dirección de ancianos, siervos ministeriales y publicadores, como en el caso de los testigos de Jehová.[cita requerida]

## Publicaciones

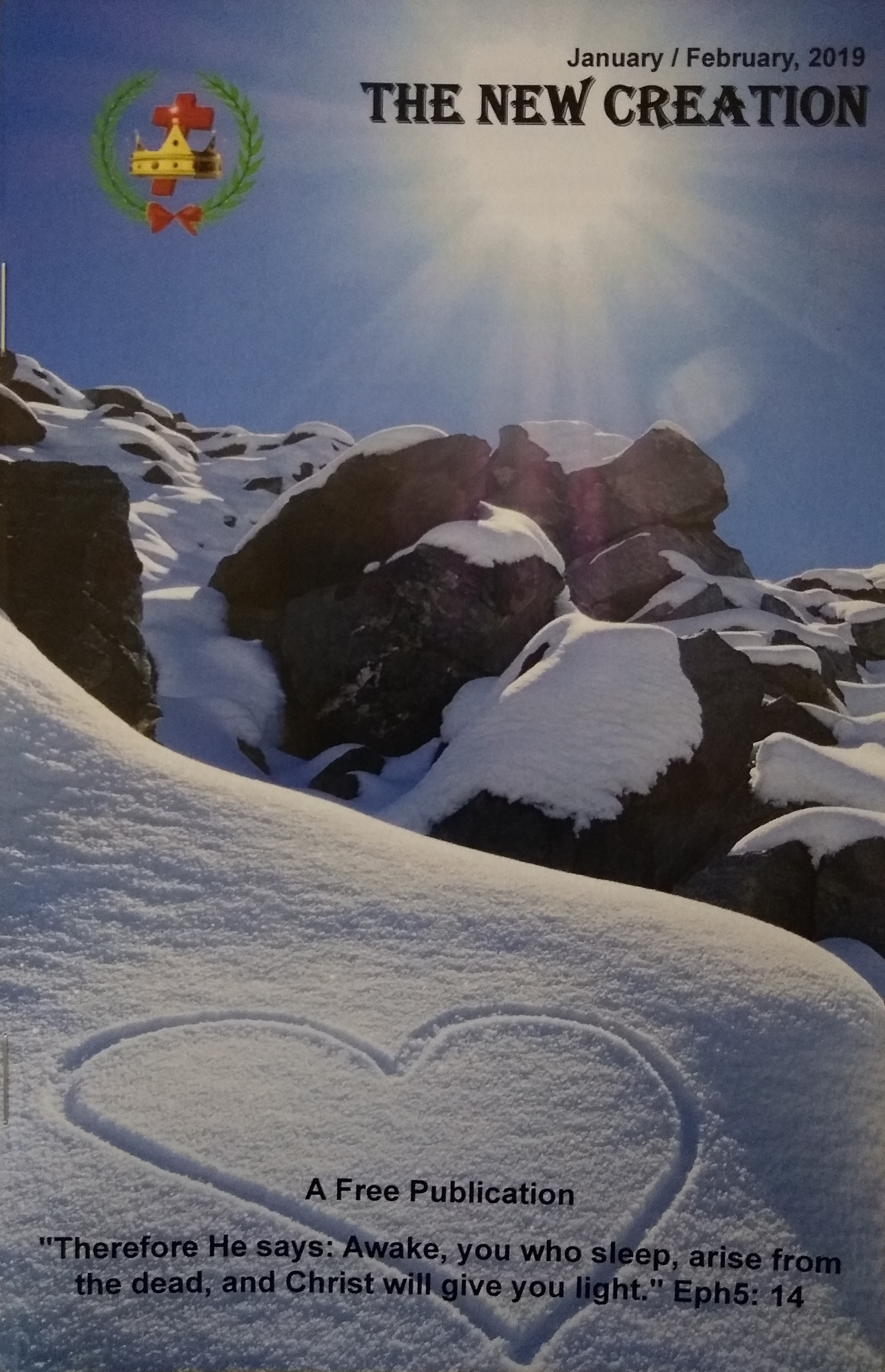
"La Nueva Creación".

A través de la editorial Christian Millennial Fellowship Inc., publican desde 1940 la revista bimensual La nueva creación.[cita requerida] Actualmente está disponible en alemán, inglés, italiano y tamil.[cita requerida] La versión alemana se publica en Austria.[cita requerida]